# William Okpara
Pour les articles homonymes, voir Okpara (homonymie).
William Okpara est un footballeur nigérian né le 7 mai 1968 à Lagos. Il évoluait au poste de gardien de but.
Il a fait ses débuts en équipe nationale en 1996 et a été retenu pour participer à la Coupe du monde 1998.
William Okpara a remporté la Ligue des champions africaine en 1995 avec le Orlando Pirates Football Club.

## Carrière
- 1987-1989 : ABC Lagos ( Nigeria)
- 1989-2003 : Orlando Pirates ( Afrique du Sud)

## Palmarès
- Vainqueur de la Ligue des champions africaine en 1995 (Orlando Pirates)
- Vainqueur de la Supercoupe d'Afrique en 1995 (Orlando Pirates)
- Champion d'Afrique du Sud en 1994, 2001 et 2003 (Orlando Pirates)